# Mound City (Kansas)
Mound City es una ciudad ubicada en el condado de Linn en el estado estadounidense de Kansas. En el año 2010 tenía una población de 694 habitantes y una densidad poblacional de 216,88 personas por km².

## Geografía
Mound City se encuentra ubicada en las coordenadas 38°8′31″N 94°48′44″O / 38.14194, -94.81222 (38.142026, -94.812186).

## Demografía
Según la Oficina del Censo en 2000 los ingresos medios por hogar en la localidad eran de $30,795 y los ingresos medios por familia eran $39,265. Los hombres tenían unos ingresos medios de $26,500 frente a los $23,203 para las mujeres. La renta per cápita para la localidad era de $14,407. Alrededor del 10.3% de la población estaban por debajo del umbral de pobreza.